# Oecetis peterseni
Oecetis peterseni är en nattsländeart som beskrevs av Wolfram Mey 1998. Oecetis peterseni ingår i släktet Oecetis och familjen långhornssländor. Inga underarter finns listade i Catalogue of Life.